# Encentrum goldschmidi
Encentrum goldschmidi är en hjuldjursart som beskrevs av Jersabek 1999. Encentrum goldschmidi ingår i släktet Encentrum och familjen Dicranophoridae. Inga underarter finns listade i Catalogue of Life.